# Max Morlock
Max Morlock (Neurenberg, 11 mei 1925 – aldaar, 10 september 1994) was een Duits voetballer.

## Biografie

### Clubcarrière
Als jeugdspeler bij Eintracht Nürnberg nam hij het met zijn club in april 1940 op tegen 1. FC Nürnberg, de stadsrivaal die tot de beste teams van het land behoorde. Eintracht won met 4:2. Bij de grote club viel het talent van Morlock op en ze haalden hem binnen. Op 16-jarige leeftijd stond hij in het eerste elftal van Nürnberg in een wedstrijd tegen FC Wacker München, omdat het moeilijk was op dat moment om een volwaardig elftal op te stellen vanwege de oorlogsperikelen. In 1942/43 werd hij met zijn club overtuigend kampioen in de Gauliga Bayern met het maximum van de punten en een doelsaldo van 125:17, Morlock had er 54 gescoord. In augustus 1943 ging hij het leger in. Na de oorlog ging hij terug voor Nürnberg spelen, nu in de Oberliga Süd. Hij speelde 451 wedstrijden in de Oberliga en scoorde 286 keer. In 1948 en 1961 haalde hij met zijn team de landstitel binnen. Hij was ook nog van de partij in het eerste seizoen van de Bundesliga in 1963/64 en speelde er 21 wedstrijden en maakte 8 doelpunten. Op 9 mei 1964, twee dagen voor zijn 39e verjaardag, scoorde hij zijn laatste doelpunt in een wedstrijd tegen Hamburger SV. Het zou 23 jaar duren vooraleer een oudere speler een doelpunt zou maken in de Bundesliga.
In 1961 werd hij gekozen tot Duits voetballer van het jaar.

### Nationaal elftal
In 1950 werd hij opgeroepen voor het nationaal elftal in een wedstrijd tegen Zwitserland. In 1951 speelde hij nog drie interlands. Hij was ook een van de spelers van het wonder van Bern. West-Duitsland had op het WK 54 in Zwitserland de finale gehaald tegen Hongarije en keek na acht minuten al tegen een 0:2 achterstand aan. Morlock scoorde in de 10e minuut de aansluitingstreffer en later scoorde Helmut Rahn nog twee keer waardoor West-Duitsland de wereldtitel binnen haalde onder leiding van bondscoach Sepp Herberger. Tot op heden is Morlock de enige speler die in actie kwam op een WK als speler van Nürnberg. Zijn laatste wedstrijd voor Die Mannschaft was in 1958 in een interland tegen Egypte, die ze met 1:2 verloren.

### Privé
Morlock was getrouwd en had twee dochters. Op 10 september 1994 overleed hij aan kanker na een lange lijdensweg.
1 Turek ·
2 Laband ·
3 Kohlmeyer ·
4 Bauer ·
5 Erhardt ·
6 Eckel ·
7 Posipal ·
8 Mai ·
9 Mebus ·
10 Liebrich ·
11 Metzner ·
12 Rahn ·
13 Morlock ·
14 Klodt ·
15 O. Walter ·
16 F. Walter  ·
17 Herrmann ·
18 Biesinger ·
19 Pfaff ·
20 Schäfer ·
21 Kubsch ·
22 Kwiatkowski ·
Coach: Herberger